# خون‌نامه خاک
خون‌نامه خاک کتابی از نصرالله مردانی است که در سال ۱۳۶۴ منتشر و در مراسم کتاب سال جمهوری اسلامی ایران به‌عنوان کتاب برگزیده معرفی شد.